# Bienenabstand
Der Bienenabstand (englisch bee space) von 7 mm ± 2 mm beschreibt in der Imkerei eine Distanzspanne zwischen Flächen innerhalb der Bienenwohnung, die von Honigbienen weder mit Waben verbaut noch mit Kittharz abgedichtet wird. Er entspricht der mittleren Breite der natürlichen Wabengasse, welche von Honigbienen belaufen wird, das heißt der mittleren Distanzspanne zwischen den Oberflächen zweier Waben.
Bei einem korrekten Abstand der Rähmchen zueinander und zu allen Außenflächen der Beute von 7 mm (± 2 mm), bleiben sie beweglich (Mobilbau). Bei weniger als 5 mm Abstand verkitten die Bienen mit Propolis, bei mehr als 9 mm Abstand verbauen sie mit Bienenwachs.

## Beschreibung
Die Patentierung seiner Magazin-Beute (engl. ‚bee hive‘) mit dem nahezu korrekten Bienenabstand durch den amerikanischen Imker Lorenzo Lorraine Langstroth im Jahr 1852 war ein Meilenstein auf dem Weg zur modernen Bienenhaltung. Der Bienenabstand entspricht, wie oben beschrieben, der mittleren Breite der Wabengasse. In der modernen Imkerei beträgt der ideale Bienenabstand sechs bis acht Millimeter, sowohl vom Rähmchen zur Beutenwand als auch zwischen übereinander hängenden Rähmchen in den einzelnen Etagen einer Magazin-Bienenwohnung. Wird er bei der Konstruktion der Bienenwohnung eingehalten, ist das Imkern mit beweglichen Waben in Rähmchen (Mobilbau) möglich, ohne dass die einzelnen Waben/Rähmchen durch die Bienen miteinander verbaut oder verklebt werden.

## Wabenabstand
Neben dem Bienenabstand gibt es auch den Wabenabstand. Er ist die mittlere Distanz zwischen zwei nebeneinander angeordneten Waben, gerechnet von Wabenmitte zu Wabenmitte. Er beträgt 33 bis 38 mm, abhängig von der Genetik des Bienenvolks, dem Bau und Design des Bienenstocks, dem Prägeraster der Wachsmittelwände und den vorgegebenen Rähmchenabständen durch den Imker.

## Wabengasse
Der zwischen Waben liegende freie Raum wird als Wabengasse bezeichnet. Diese ist so eng oder weit, dass die Bienen ohne Behinderung beide Waben belaufen und andererseits noch von der einen auf die andere Wabe wechseln können. Sie ist etwa gleich groß wie der Bienenabstand. Wenn der Abstand größer ist, zum Beispiel weil der Imker zwei Rähmchen zu weit auseinander rückt, beginnen die Bienen, auch in diesen Zwischenraum Waben zu bauen, den sogenannten Wildbau. Dies passiert zum Beispiel auch dann, wenn der Imker gar keine Rähmchen mit Mittelwänden vorgibt (Beispiel Heideimkerei mit Strohkörben) oder wenn ein Bienenvolk aufgrund seiner Volksstärke anfängt, in den freien Raum des hohen Unterbodens der Magazin-Beute Waben zu bauen. 